# Arroyo del Sauce (Arroyo Cuaró Grande)
Der Arroyo del Sauce ist ein Fluss im Norden Uruguays.
Er entspringt auf dem Gebiet des Departamento Artigas südlich der Quelle des Arroyo Tres Cruces Chico. Von dort fließt er in südwestliche Richtung und mündet östlich des Cerro de los Zorros als rechtsseitiger Nebenfluss in den Arroyo Cuaró Grande.